# علوم تربوية
العلوم التربوية، والمعروفة أيضًا باسم الدراسات التربوية، ونظرية التربية، وتسمى تقليديًا بيداغوجيا، تسعى العلوم التربوية إلى فهم ووصف التربية بما في ذلك السياسات التربوية. تشمل الحقول الفرعية التعليم المقارن، والبحث التربوي، والنظرية التعليمية، ونظرية المناهج الدراسية، وعلم النفس التربوي، وفلسفة التربية، وعلم الاجتماع التربوي، والاقتصاد التربوي، وتاريخ التربية. المواضيع ذات الصلة هي نظرية التعلم والعلوم الإدراكية.

## التاريخ
كانت أول المحاولات المعروفة لفهم التربية في أوروبا من قبل الفلاسفة والسفسطائيين اليونانيين الكلاسيكيين، وهناك أيضًا أدلة على مناقشات معاصرة (أو حتى سابقة) بين العلماء العرب والهنود والصينيين.[بحاجة لمصدر]
يعتبر استخدام مصطلح "العلوم التربوية" حديثًا نسبيًا، ولم يدخل المصطلح المعاجم التربوية حتى عام 1971، ويشار إلى أنه لم يكن مصطلحًا واردًا في الموسوعة العالمية عام 1986.

## فلسفة التربية
لا يهتم الفكر التربوي بالضرورة ببناء النظريات بقدر اهتمامه بـ"الفحص التأملي للقضايا والمشكلات التربوية من منظور التخصصات المتنوعة".
على سبيل المثال، تنظر النظرية الثقافية للتربية في كيفية حدوث التعليم من خلال مجمل الثقافة، بما في ذلك المراكز الإصلاحية والأسر والمؤسسات الدينية وكذلك المدارس. ومن الأمثلة الأخرى النظرية السلوكية للتعليم التي تأتي من علم النفس التربوي والنظرية الوظيفية للتعليم التي تأتي من علم الاجتماع التربوي.

### النظريات المعيارية للتربية
توفر النظريات المعيارية للتربية معايير وأهداف التعليم. وفي المقابل، توفر النظريات الوصفية للتعليم أوصافًا أو تفسيرات أو تنبؤات لعمليات التعليم.
"قد تستفيد الفلسفات أو نظريات التعليم المعيارية من نتائج [الفكر الفلسفي] والاستفسارات الواقعية حول البشر وعلم نفس التعلم، ولكنها على أي حال تطرح وجهات نظر حول ما يجب أن يكون عليه التعليم، وما هي الاستعدادات التي يجب أن تنميها، لماذا يجب أن تنميها، وكيف ومن يجب أن يفعل ذلك، وما هي الأشكال التي ينبغي أن تتخذها. في النظرية المعيارية الفلسفية الكاملة للتعليم، إلى جانب تحليل الأنواع الموصوفة، سيكون هناك عادة مقترحات الأنواع التالية:
1. المقدمات المعيارية الأساسية حول ما هو جيد أو صحيح؛
2. المقدمات الواقعية الأساسية حول الإنسانية والعالم؛
3. الاستنتاجات، المبنية على هذين النوعين من المقدمات، حول التصرفات التي يجب أن يعززها التعليم؛
4. مقدمات حول أشياء مثل سيكولوجية التعلم وطرائق التدريس؛
5. استنتاجات أخرى حول أشياء مثل الأساليب التي يجب أن يستخدمها التعليم.[11]

تتضمن أمثلة غرض المدارس ما يلي: تطوير التفكير حول الأسئلة الدائمة، وإتقان أساليب البحث العلمي، وتنمية الفكر، وإنشاء عوامل التغيير، وتطوير الروحانية، ووضع نموذج لمجتمع ديمقراطي.
تشمل الفلسفات التعليمية الشائعة: فلسفة الديمومة، والتقدمية التعليمية، والماهوية التعليمية، والتربية النقدية، وتعليم مونتيسوري، وتعليم فالدورف، والتعليم الديمقراطي.

### نظرية المنهج الدراسي المعيارية
تهدف النظريات المعيارية للمنهج الدراسي إلى "وصف أو وضع معايير للظروف المحيطة بالعديد من المفاهيم والبنيات" التي تحدد المنهج الدراسي. تختلف هذه المقترحات المعيارية عن تلك المذكورة أعلاه في أن نظرية المنهج الدراسي المعياري ليست بالضرورة غير قابلة للاختبار. السؤال المركزي الذي تطرحه نظرية المنهج الدراسي المعيارية هو: في ضوء فلسفة تربوية معينة، ما الذي يستحق المعرفة ولماذا؟ بعض الأمثلة هي: الفهم العميق للكتب العظيمة، والتجارب المباشرة المدفوعة باهتمامات الطلاب، والفهم السطحي للمعرفة واسعة النطاق، والمشاكل والقضايا الاجتماعية والمجتمعية، والمعرفة والفهم الخاص بالثقافات وإنجازاتها.

### النظرية التربوية النسوية المعيارية
يرى باحثون مثل روبين ويجمان أن "النسوية الأكاديمية ربما تكون المشروع المؤسسي الأكثر نجاحًا في جيلها، مع ظهور المزيد من وظائف أعضاء هيئة التدريس بدوام كامل وبرامج درجة الدكتوراه الجديدة كل عام في المجال الذي افتتحته، دراسات المرأة". تنطلق النظرية التربوية النسوية من أربعة مبادئ أساسية، مدعومة ببيانات تجريبية مبنية على دراسات استقصائية للمعلمين النسويين. المبدأ الأول للنظرية التربوية النسوية هو "إنشاء مجتمعات الفصول الدراسية التشاركية". غالبًا ما تكون مجتمعات الفصول الدراسية التشاركية عبارة عن فصول أصغر مبنية على المناقشة ومشاركة الطلاب. المبدأ الثاني هو "التحقق من صحة التجربة الشخصية". غالبًا ما تركز الفصول الدراسية التي يتم فيها التحقق من صحة التجارب الشخصية على الطلاب الذين يقدمون رؤاهم وتجاربهم في مناقشة جماعية، بدلاً من الاعتماد حصريًا على رؤية المعلم. المبدأ الثالث هو "تشجيع التفاهم والنشاط الاجتماعي". يتم تحقيق هذا المبدأ بشكل عام من خلال مناقشة الفصول الدراسية وقراءتها حول الجوانب الاجتماعية والمجتمعية التي قد لا يكون الطلاب على دراية بها، إلى جانب تربية الكفاءة الذاتية لدى الطلاب. المبدأ الرابع والأخير للتعليم النسوي هو "تطوير مهارات التفكير النقدي/الانفتاح الذهني". تشجع الفصول الدراسية التي تشارك بنشاط في هذا المبدأ الطلاب على التفكير بأنفسهم وتحثهم على تجاوز مناطق الراحة الخاصة بهم، والعمل خارج حدود الفصول الدراسية التقليدية القائمة على المحاضرات. على الرغم من أن هذه المبادئ تتداخل في بعض الأحيان، إلا أنها تتحد لتوفر الأساس للنظرية التربوية النسوية الحديثة، وتدعمها أغلبية التربويين النسويين.
النظرية التربوية النسوية مستمدة من الحركة النسوية، خاصة حركة أوائل السبعينيات، والتي وصفتها النسوية البارزة بيل هوكس بأنها "حركة لإنهاء التمييز الجنسي والاستغلال الجنسي والقمع". تذكر الناشطة النسوية الأكاديمية روبين وايجمان أنه "في أوائل السبعينيات، كانت الحركة النسوية في الأكاديمية الأمريكية أقل كيانًا منظمًا من كونها مجموعة من الممارسات: مجموعة من الدورات التدريبية المدرجة في لوحات الإعلانات غالبًا ما يتم تدريسها مجانًا من قبل أعضاء هيئة التدريس وقادة المجتمع". في حين أن الحركة النسوية كانت موجودة تقليديًا خارج إطار إضفاء الطابع المؤسسي على المدارس (خاصة الجامعات)، فقد ترسخ التعليم النسوي تدريجيًا في العقود القليلة الماضية واكتسب موطئ قدم في الهيئات التعليمية المؤسسية. "في السابق، أصبحت البرامج الوليدة أقسامًا، وتم تعيين أعضاء هيئة التدريس وتثبيتهم بالتزامات بدوام كامل".

## علم الإنسان التربوي
فلسفة علم الإنسان هي الدراسة الفلسفية للطبيعة البشرية. ومن حيث التعلم، فمن أمثلة النظريات الوصفية للمتعلم: العقل والنفس والروح القادرة على محاكاة العقل المطلق (المثالية)؛ كائن منظم وحسي وعقلاني قادر على فهم عالم الأشياء (الواقعية)، كائن عقلاني له روح على غرار الله ويعرف الله من خلال العقل والوحي (المدرسية الجديدة)، كائن متطور ونشط قادر التفاعل مع البيئة (البراغماتية)، كائن حر وفردي بشكل أساسي قادر على أن يكون أصيلًا من خلال اتخاذ الاختيارات وتحمل المسؤولية عنها (الوجودية). تشمل المفاهيم الفلسفية لعملية التعليم البيلدونغ والبايديا. علم الإنسان التربوي هو مجال فرعي من علم الإنسان ويرتبط على نطاق واسع بالعمل الرائد لجورج سبيندلر. كما يوحي الاسم، من الواضح أن تركيز علم الإنسان التربوي ينصب على التعليم، على الرغم من أن النهج الأنثروبولوجي للتعليم يميل إلى التركيز على الجوانب الثقافية للتعليم، بما في ذلك التعليم غير الرسمي وكذلك التعليم الرسمي. وبما أن التعليم يتضمن فهمًا لما نحن عليه، فليس من المستغرب أن يكون القول المأثور الأكثر شهرة في علم الإنسان التربوي هو أن هذا المجال يهتم بشكل مركزي بالانتقال الثقافي. يتضمن الانتقال الثقافي نقل الشعور بالهوية بين الأجيال، والذي يُعرف أحيانًا باسم التكيف الثقافي وأيضًا نقل الهوية بين الثقافات، والذي يُعرف أحيانًا باسم التثاقف. وبناءً على ذلك، ليس من المستغرب أيضًا أن يصبح علم الإنسان التربوي مركزًا بشكل متزايد على الهوية العرقية والتغيير العرقي.

## نظرية المنهج الوصفية
تشرح النظريات الوصفية للمناهج كيف أن المناهج "تفيد أو تضر جميع الجماهير التي تمسها".
يصف مصطلح المنهج المخفي ما يتم تعلمه ببساطة من خلال التواجد في بيئة تعليمية. المنهج الخفي ليس بالضرورة أن يكون مقصودًا.

## النظرية التعليمية
تركز النظريات التعليمية على طرائق التدريس لتدريس المناهج. تشمل النظريات أساليب، مثل: التعلم الذاتي، التعليم المستند إلى الاستقصاء، المحاضرة، النضج، المنهج السقراطي، التعليم القائم على النتائج، أخذ الأطفال على محمل الجد، التعلم التحويلي.

## علم النفس التربوي
علم النفس التربوي هو علم تجريبي يقدم نظريات وصفية لكيفية تعلم الناس. ومن أمثلة نظريات التعليم في علم النفس: البنائية، والسلوكية، والمعرفية، ونظرية الدافع.

### العلوم الاستعرافية
العلوم الاستعرافية أو علوم الإدراك هي دراسة علمية متعددة التخصصات للعقل وعملياته. فهو يدرس طبيعة ومهام ووظائف الإدراك (بالمعنى الواسع). تشمل الملكات العقلية التي تهم علماء الإدراك اللغة، والإدراك، والذاكرة، والانتباه، والتفكير، والعاطفة؛ لفهم هذه الكليات، يستعير علماء الإدراك من مجالات مثل اللسانيات، وعلم النفس، والذكاء الاصطناعي، والفلسفة، وعلم الأعصاب، وعلم الإنسان. يمتد التحليل النموذجي للعلوم الاستعرافية إلى مستويات عديدة من التنظيم، من التعلم واتخاذ القرار إلى المنطق والتخطيط؛ من الدوائر العصبية إلى تنظيم الدماغ المعياري. أحد المفاهيم الأساسية للعلوم الاستعرافية هو أن "التفكير يمكن فهمه بشكل أفضل من حيث الهياكل التمثيلية في العقل والإجراءات الحسابية التي تعمل على تلك الهياكل."

## علم الأعصاب التربوي
علم الأعصاب التربوي هو مجال ناشئ يجمع الباحثين في تخصصات متنوعة لاستكشاف التفاعلات بين العمليات البيولوجية والتعليم.

## علم الاجتماع التربوي
علم الاجتماع التربوي هو دراسة كيفية تأثير المؤسسات العامة والتجارب الفردية على التعليم ونتائجه. وهي تهتم أكثر بأنظمة التعليم العام في المجتمعات الصناعية الحديثة، بما في ذلك التوسع في التعليم العالي والإضافي وتعليم البالغين والتعليم المستمر. تتضمن أمثلة نظريات التعليم من علم الاجتماع ما يلي: الوظيفية، ونظرية الصراع، والكفاءة الاجتماعية، والحراك الاجتماعي.

## طريقة التدريس
طريقة التدريس هي مجموعة من المبادئ والأساليب التي يستخدمها المعلمون لتمكين الطلاب من التعلم. يتم تحديد هذه الاستراتيجيات جزئيًا من خلال الموضوع الذي سيتم تدريسه، وجزئيًا من خلال الخبرة النسبية للمتعلمين، وجزئيًا من خلال القيود التي تسببها بيئة التعلم. لكي تكون طريقة تدريس معينة مناسبة وفعالة، يجب أن تأخذ في الاعتبار المتعلم، وطبيعة الموضوع، ونوع التعلم الذي من المفترض أن يحققه.

## نظريات التعلم
تصف نظرية التعلم كيفية تلقي الطلاب للمعرفة ومعالجتها والاحتفاظ بها أثناء التعلم. تلعب التأثيرات المعرفية والعاطفية والبيئية، بالإضافة إلى الخبرة السابقة، دورًا في كيفية اكتساب الفهم أو النظرة الشاملة أو تغييرها والاحتفاظ بالمعرفة والمهارات.

## البحث التربوي
يشير البحث التربوي إلى جمع وتحليل الأدلة والبيانات المتعلقة بمجال التعليم بشكل منهجي. قد يشمل البحث مجموعة متنوعة من الأساليب وجوانب مختلفة من التعليم بما في ذلك تعلم الطلاب، والتفاعل، وطرائق التدريس، وتدريب المعلمين، وديناميكيات الفصول الدراسية.

## التقييم التربوي
التقييم التربوي أو التقويم التربوي هو عملية منهجية لتوثيق واستخدام البيانات التجريبية حول المعرفة والمهارة والاتجاهات والكفاءة والمعتقدات لتحسين البرامج وتحسين تعلم الطلاب. يمكن الحصول على بيانات التقييم عن طريق فحص عمل الطلاب مباشرة لتقييم مدى تحقيق نتائج التعلم أو أنها تعتمد على البيانات التي يمكن من خلالها التوصل إلى استنتاجات حول التعلم. غالبًا ما يُستخدم التقييم بالتبادل مع الاختبار ولكنه لا يقتصر على الاختبارات. يمكن أن يركز التقييم على المتعلم الفردي، أو مجتمع التعلم (الصف، أو ورشة العمل، أو مجموعة منظمة أخرى من المتعلمين)، أو الدورة التدريبية، أو البرنامج الأكاديمي، أو المؤسسة، أو النظام التعليمي ككل. دخلت كلمة "التقييم" حيز الاستخدام في السياق التعليمي بعد الحرب العالمية الثانية.

### التقويم التربوي
التقويم التربوي هو عملية تقويم لتوصيف وتقييم بعض جوانب العملية التعليمية.

### أهداف وغايات تربوية
على الرغم من أن الأشكال الاسمية للكلمات الثلاث "aim" و"objective" و"goal" غالبًا ما تستخدم بشكل مترادف بمعنى هدف، فإن المتخصصين في التعليم المنظم يحددون الأهداف والغايات التعليمية بشكل أضيق ويعتبرونها متميزة عن بعضها البعض.

## السياسة في التعليم
باعتبارها تخصصًا أكاديميًا، فإن دراسة السياسة في التعليم لها جذوران رئيسيتان: يعتمد الجذر الأول على نظريات من العلوم السياسية بينما يرتكز الجذر الثاني على النظرية التنظيمية. تحاول العلوم السياسية شرح كيفية استخدام المجتمعات والمنظمات الاجتماعية للسلطة لوضع الأنظمة وتخصيص الموارد. تستخدم النظرية التنظيمية النظريات العلمية للإدارة لتطوير فهم أعمق فيما يتعلق بوظيفة المنظمات.

## اقتصاديات التعليم
اقتصاديات التعليم هي دراسة القضايا الاقتصادية المتعلقة بالتعليم، بما في ذلك الطلب على التعليم، وتمويل التعليم وتوفيره، والكفاءة النسبية لمختلف البرامج والسياسات التعليمية. منذ الأعمال المبكرة حول العلاقة بين التعليم ونتائج سوق العمل للأفراد، نما مجال اقتصاديات التعليم بسرعة ليغطي تقريبًا جميع المجالات ذات الروابط بالتعليم.

## التعليم المقارن
التعليم المقارن هو أحد فروع العلوم الاجتماعية الذي يستلزم فحص وتقييم النظم التعليمية المختلفة، مثل تلك الموجودة في مختلف البلدان. يتم استيعاب المهنيين في هذا المجال من المسعى في تطوير المصطلحات والمبادئ التوجيهية للتعليم في جميع أنحاء العالم، وتعزيز الهياكل التعليمية وإنتاج سياق يمكن من خلاله تقييم نجاح وفعالية البرامج والمبادرات التعليمية.

## روابط خارجية
- مجلة النظرية التربوية. (بالإنجليزية)
- مجلة الفكر. (بالإنجليزية)